# آنتولا میلوناکی
آنتولا میلوناکی (انگلیسی: Anthoula Mylonaki؛ زادهٔ ۱۰ ژوئن ۱۹۸۴) بازیکن زن واترپلو اهل یونان است.
وی در مسابقات کشوری و بین‌المللی در مجموع برندهٔ ۱ مدال نقره شده‌است.